# Christian Mroczkowski
Christian Mroczkowski (ur. 5 czerwca 1994 w Wellesley) – kanadyjski hokeista polskiego pochodzenia grający na pozycji napastnika (prawoskrzydłowego).

## Kariera
Christian Mroczkowski karierę rozpoczął w 2010 roku w klubie ligi Alliance Hockey AAA – Waterloo Wolves, skąd w 2011 roku przeszedł do klubu ligi GOJHL – Waterloo Siskins, po czym w tym samym roku wrócił do Waterloo Wolves, w barwach którego został najlepszym asystentem (35 asyst) oraz najskuteczniejszym zawodnikiem (60 punktów) fazy zasadniczej ligi Alliance Hockey AAA w sezonie 2011/2012, po czym jeszcze w tym samym sezonie wrócił do Waterloo Siskins, w barwach którego w sezonie 2014/2015 z 89 punktami (39 goli, 50 asyst) został najskuteczniejszym oraz najlepszym zawodnikiem dywizji Midwestern. W latach 2015–2019 reprezentował barwy akademickiej drużyny występującej w rozgrywkach U Sports – Wilfrid Laurier Golden Hawks.
19 sierpnia 2019 roku został nowym zawodnikiem klubu Polskiej Hokej Ligi – GKS-u Tychy. W fazie zasadniczej sezonu 2019/2020 z 59 punktami (27 goli, 32 asysty) został najskuteczniejszym zawodnikiem tej fazy. Rozgrywki Polskiej Hokej Ligi zostały przedwcześnie zakończone z powodu pandemii koronawirusa (po pierwszej rundzie fazy play-off, w związku z czym GKS Tychy dzięki wygraniu fazy zasadniczej oraz awansu do półfinału w fazie play-off został ogłoszony mistrzem Polski.
W maju 2024 przeszedł do Podhala, a jesienią tego roku do GKS Katowice.

## Statystyki

### Klubowe
| 2010-2011                   | Waterloo Wolves              | Alliance                    | 35  | 28 | 24  | 52  | 22 | − | 12 | 4  | 17 | 21 | 28 |
| 2010-2011                   | Waterloo Siskins             | GOJHL                       | 3   | 1  | 0   | 1   | 0  | − | −  | −  | −  | −  | −  |
| 2011-2012                   | Waterloo Wolves              | Alliance                    | 32  | 25 | 35  | 60  | 50 | − | 14 | 9  | 13 | 22 | 14 |
| 2011-2012                   | Waterloo Siskins             | GOJHL                       | 1   | 0  | 1   | 1   | 0  | − | −  | −  | −  | −  | −  |
| 2012-2013                   | Waterloo Siskins             | GOJHL                       | 49  | 25 | 32  | 57  | 41 | − | 6  | 1  | 2  | 3  | 2  |
| 2013-2014                   | Waterloo Siskins             | GOJHL                       | 44  | 20 | 31  | 51  | 39 | − | 18 | 9  | 13 | 22 | 42 |
| 2014-2015                   | Waterloo Siskins             | GOJHL                       | 48  | 39 | 50  | 89  | 18 | − | 8  | 6  | 12 | 18 | 6  |
| 2015-2016                   | Wilfrid Laurier Golden Hawks | U Sports                    | 21  | 8  | 12  | 20  | 6  | − | −  | −  | −  | −  | −  |
| 2016-2017                   | Wilfrid Laurier Golden Hawks | U Sports                    | 27  | 7  | 9   | 16  | 10 | − | 3  | 2  | 0  | 2  | 0  |
| 2017-2018                   | Wilfrid Laurier Golden Hawks | U Sports                    | 19  | 4  | 10  | 14  | 14 | − | 2  | 0  | 0  | 0  | 0  |
| 2018-2019                   | Wilfrid Laurier Golden Hawks | U Sports                    | 24  | 6  | 13  | 19  | 13 | − | 2  | 0  | 0  | 0  | 0  |
| 2019-2020                   | GKS Tychy                    | PHL                         | 46  | 27 | 32  | 59  | 22 | 0 | 4  | 1  | 3  | 4  | 2  |
| Razem w Alliance (2 sezony) | Razem w Alliance (2 sezony)  | Razem w Alliance (2 sezony) | 67  | 53 | 59  | 112 | 72 | − | 26 | 13 | 30 | 43 | 42 |
| Razem w GOJHL (5 sezonów)   | Razem w GOJHL (5 sezonów)    | Razem w GOJHL (5 sezonów)   | 145 | 85 | 114 | 199 | 98 | − | 32 | 16 | 27 | 43 | 50 |
| Razem w U Sports (4 sezony) | Razem w U Sports (4 sezony)  | Razem w U Sports (4 sezony) | 91  | 25 | 44  | 69  | 43 | − | 7  | 2  | 0  | 2  | 0  |
| Razem w PHL (1 sezon)       | Razem w PHL (1 sezon)        | Razem w PHL (1 sezon)       | 46  | 27 | 32  | 59  | 22 | 0 | 4  | 1  | 3  | 4  | 2  |

## Sukcesy
Klubowe
- Złoty medal mistrzostw Polski: 2020[4] z GKS Tychy
- Brązowy medal mistrzostw Polski: 2021, 2024 z GKS Tychy
- Puchar Polski: 2022, 2023 z GKS Tychy
- Srebrny medal mistrzostw Polski: 2023 z GKS Tychy, 2025 z GKS Katowice
- Superpuchar Polski: 2023 z GKS Tychy

Indywidualne
- Najlepszy asystent ligi Alliance: 2012 (35 asyst)
- Najskuteczniejszy zawodnik ligi Alliance: 2012 (60 punktów)
- Najlepszy zawodnik ligi GOJHL dywizji Midwestern: 2015
- Najskuteczniejszy zawodnik ligi GOJHL dywizji Midwestern: 2015 (89 punktów)
- Pierwsze miejsce w klasyfikacji kanadyjskiej w sezonie zasadniczym PHL: 2020 (59 punktów)